# Bunodophoron formosanum
Bunodophoron formosanum är en lavart som först beskrevs av Alexander Zahlbruckner, och fick sitt nu gällande namn av Wedin. Bunodophoron formosanum ingår i släktet Bunodophoron och familjen Sphaerophoraceae.   Inga underarter finns listade i Catalogue of Life.